# Belotintsi
Belotintsi (bulgariska: Белотинци) är ett distrikt i Bulgarien.   Det ligger i kommunen Obsjtina Montana och regionen Montana, i den nordvästra delen av landet, 100 kilometer norr om huvudstaden Sofia.
Omgivningarna runt Belotintsi är en mosaik av jordbruksmark och naturlig växtlighet. Runt Belotintsi är det glesbefolkat, med 17 invånare per kvadratkilometer.